# Mayuko Hagiwara
Mayuko Hagiwara (萩原麻由子, Hagiwara Mayuko, Maebashi, 16 de outubro de 1986) é uma ciclista olímpica japonesa. Hagiwara representou seu país nos Jogos Olímpicos de Verão de 2012, na corrida em estrada feminina, realizado em Londres.